# Avtomobili
Avtomobili so slovenska glasbena skupina. Ustanovljena je bila v Novi Gorici leta 1982. Ustanovila sta jo brata Mirko in Marko Vuksanović. V osemdesetih so pretežno nastopali izven Slovenije, po drugih republikah takratne države, pozneje pa so svoje delovanje in ustvarjanje usmerili na slovenski prostor. V vseh teh letih so izdali deset plošč (od tega sta dve – Drugi svet in Največji zadetki – kompilaciji ).
Skupina je bila nekaj časa tudi spremljevalna skupina Božidarja Wolfanda-Wolfa, Zorana Predina in Mirana Rudana.

### Izvirna zasedba
- Marko Vuksanović - vokal, bas kitara, besedila
- Mirko Vuksanović - klaviature, spremljevalni vokal, komponist
- Roman Nussdorfer  - kitara
- Valter Simončič  - bobni
- Mitja Mokrin  - saksofon

### Trenutna zasedba
- Marko Vuksanović - vokal, besedila
- Mirko Vuksanović - klaviature, spremljevalni vokal, komponist
- Boštjan Andrejc - kitara, spremljevalni vokal
- David Morgan  - bobni
- Uroš Trebižan - bas kitara

### Bivši člani
- Roman Nussdorfer - kitara
- Valter Simončič  - bobni
- Mitja Mokrin - saksofon
- Lucijan Kodermac  - bobni
- Alan Jakin  - kitara
- Marko Lasič  - bobni
- Vladimir Kavčič  - bas kitara
- (Bor Zuljan) - kitara tukaj v vasi
- Miro Tomassini - basist (1984−?)
- David Šuligoj - bas kitara (2006 - 2023)

## Diskografija

### Studijski albumi
| Leto | Album                    | Založba           |
| ---- | ------------------------ | ----------------- |
| 1984 | Mjesec je opet pun       | Dokumentarna      |
| 1985 | Dugo toplo ljeto         | ZKP RTV Ljubljana |
| 1987 | Krenimo                  | Diskoton          |
| 1992 | Mraz                     | Rose Records      |
| 1994 | Skozi leta               | Rose Records      |
| 1997 | Navaden dan              | ZKP RTV Slovenija |
| 2000 | Enakonočje               | ZKP RTV Slovenija |
| 2006 | Mesta železniških postaj | ZKP RTV Slovenija |
| 2012 | Pozna pomlad             | ZKP RTV Slovenija |
| 2016 | Daleč                    | ZKP RTV Slovenija |
| 2022 | Sijaj                    | ZKP RTV Slovenija |

### Albumi v živo
| Leto | Album       | Založba           |
| ---- | ----------- | ----------------- |
| 2008 | Klub klubov | ZKP RTV Slovenija |

### Kompilacijski albumi
| Leto | Album            | Založba           |
| ---- | ---------------- | ----------------- |
| 1995 | Drugi svet       | Grafit            |
| 1998 | Največji zadetki | ZKP RTV Slovenija |

## Nagrade
- 1984 – Mladinski festival v Subotici (prva nagrada)
- 1994 – Zlati petelin
- 1996 – Zlati petelin